# Villa Taverna (Triuggio)
La Villa Taverna, a Canonica Lambro, frazione di Triuggio è una villa di delizia della Brianza.

## Le origini
La villa sorge su un sito di antica fondazione, già citato nel Liber Notitiae Sanctorum attribuito a Groffredo da Bussero (XIII sec.), come "Canonica Sancti Viti ad Lambrum". Su tale sedime è registrata, sin dal XV secolo, la presenza di una "casa da nobile" che fu acquisita, nell'anno 1525, dal Conte Francesco Taverna (1480-1560), cancelliere alla corte di Ludovico il Moro, appartenente all'antico casato nobiliare dei Taverna. Sull'antica "casa da nobile" , verosimilmente un edificio di dimensioni più modeste rispetto all'attuale, non vi sono notizie esaustive circa la conformazione e la natura della stessa che fu definitivamente ceduta al Taverna dalla Camera Ducale di Milano solo nel 1534, al termine di una bagarre legale tra gli eredi. La villa sorge a poca distanza dalla riva sinistra del Lambro, su di un terrapieno leggermente rialzato rispetto al letto del fiume il che ne fa un unicum nel territorio brianteo. Citata da Bartolomeo Taegio, nel suo trattato "La Villa" (1559) villa Taverna è una delle più antiche dimore nobiliari suburbane nei pressi dell'antica città di Milano.
La notizia che vuole la villa opera dell'architetto Pellegrino Tibaldi. è da rettificare in quanto frutto di una errata menzione ricorrente nelle guide ottocentesche (A. Di Gennaro 2016)
La villa fu oggetto di ampliamenti in due grandi campagne d'intervento: la prima tra il 1653 ed il 1699 e la seconda tra il principio del Settecento e il quarto decennio dello stesso. In ultima analisi, con  l'Ottocento si assiste alla messa in opera della grande vetrata a chiusura dell'atrio di ingresso. L'aspetto attuale, frutto di una serie di rimaneggiamenti, non ha snaturato di molto l'assetto della sobria dimora, severa nel suo apparire allo sguardo del visitatore.

## Architettura
La villa presenta la caratteristica pianta a "U", con un corpo centrale a due piani, e due ali simmetriche ai lati, di altezza inferiore, che si allungano a formare la corte antistante che costituisce l'accesso principale della dimora. Al di sopra delle due ali inferiori spiccano due basse torrette che concorrono a dare simmetria e movimento alla struttura. La corte è chiusa da una cancellata di epoca settecentesca, retta da pilastri in pietra in stile rococò, coronati dalle statue allegoriche dell'Autunno e della Primavera.
L'ingresso al corpo centrale avviene dal portico al piano terreno, aperto da tre arcate a tutto sesto, dal quale parte il lungo cannocchiale prospettico che attraversa tutto il parco retrostante. Oltre la villa si estende il vasto parco, che conserva ancora i parterre all'italiana secondo la struttura originaria.
La facciata posteriore si presenta spoglia, ornata dalle balconate in ferro battuto dalla linea ondulata.